# Ascionana laevifrons
Ascionana laevifrons är en kräftdjursart som först beskrevs av Stebbing 1910.  Ascionana laevifrons ingår i släktet Ascionana och familjen Paramunnidae. Inga underarter finns listade i Catalogue of Life.